# 川村和夫 (実業家)
川村 和夫（かわむら かずお、1957年（昭和32年）3月10日 - ）は、日本の実業家。青森放送監査役、元アナウンサー。

## 略歴
- 1979年4月 青森放送入社[1][2]（放送部アナウンサー）
- 1997年10月 ラジオ局ラジオ営業部長[1][2]
- 2009年4月 弘前支社長[1][2]
- 2013年6月 取締役弘前支社長[1][2]
- 2016年4月 取締役ラジオ局長[1][2]
- 2017年6月 RABサービス取締役社長[1][2]
- 2018年6月 常務取締役ラジオ局長[1][2]
- 2020年6月 専務取締役[1][2][3]
- 2022年6月 RABベスト・メンテナンス取締役社長[1][2][4]
- 2023年6月 監査役[1][2][5]

## 同期入社
- 浜舘明
- 米澤章子
- 福村千賀子